# أودري الجميلة
أودري الجميلة (بالكورية: 세상 참 예쁜 오드리؛ سي سانغ تشام يِبّون أودُري؛ المعنى الحرفي: "أجمل أودري في العالم") هو فيلم كوري جنوبي صدر سنة 2024، من تأليف وإخراج لي يونغ-كوك، وبطولة كيم جونغ-نان، وبارك جي-هون، وكيم بو-يونغ. يركّز الفيلم على العائلة والمصالحة وصعوبة التغلب على الشدائد.

## الملخص
يدور الفيلم حول "مي-يون" وابنها "كي-هون"، وهما ثنائي أم وابن يديران متجرًا لبيع المعكرونة. تنقلب حياتهما رأسًا على عقب عندما تتلقى "مي-يون" تشخيصًا طبيًا سيئًا، مما يضطر "كي-هون" إلى التواصل مجددًا مع شقيقته "جي-أون" التي غادرت منذ مدة لتحقيق حلمها كمغنية.

## طاقم التمثيل

### رئيسي
- بارك جي هون [1] بدور كانغ كي هون
- كيم جونغ نان [2] مثل أوه مي يون
- كيم بو يونغ في دور كانغ جي يون

### الممثلين الثانويين
- لي بيل مو في دور كانغ جين سو
- جانج شين يونج في دور طبيب أعصاب
- Kim Ki-doo [خطأ: تحقق من وسيط ورمز اللغة] بدور هان دوك سو
- كيم يي كيونغ في دور بايك جانج مي
- ها سي أون في دور لي وو كيونغ
- جون يونغ مي في دور السيدة كيم

## العرض
صدر الفيلم في كوريا الجنوبية بتاريخ 24 تشرين الأول 2024. وكان قد عُرض لأول مرة عالميًا في الدورة الثامنة والعشرين من مهرجان بوشون الدولي لأفلام الخيال بتاريخ 4 تموز 2024، قبل موعد إصداره الرسمي.
في 2 أيار 2025، أصبح الفيلم متاحًا على منصة "فيو" في الفلبين ضمن فعاليات الاحتفال بشهر الأم

## الإيرادات
في كوريا الجنوبية، باع فيلم أودري ما مجموعه 10,297 تذكرة، محققًا إيرادات بلغت 130,952 دولارًا أمريكيًا.

## روابط خارجية
- لا بيانات لهذه المقالة على ويكي بيانات تخص الفن
- Audrey على هانسينما